# Koźle

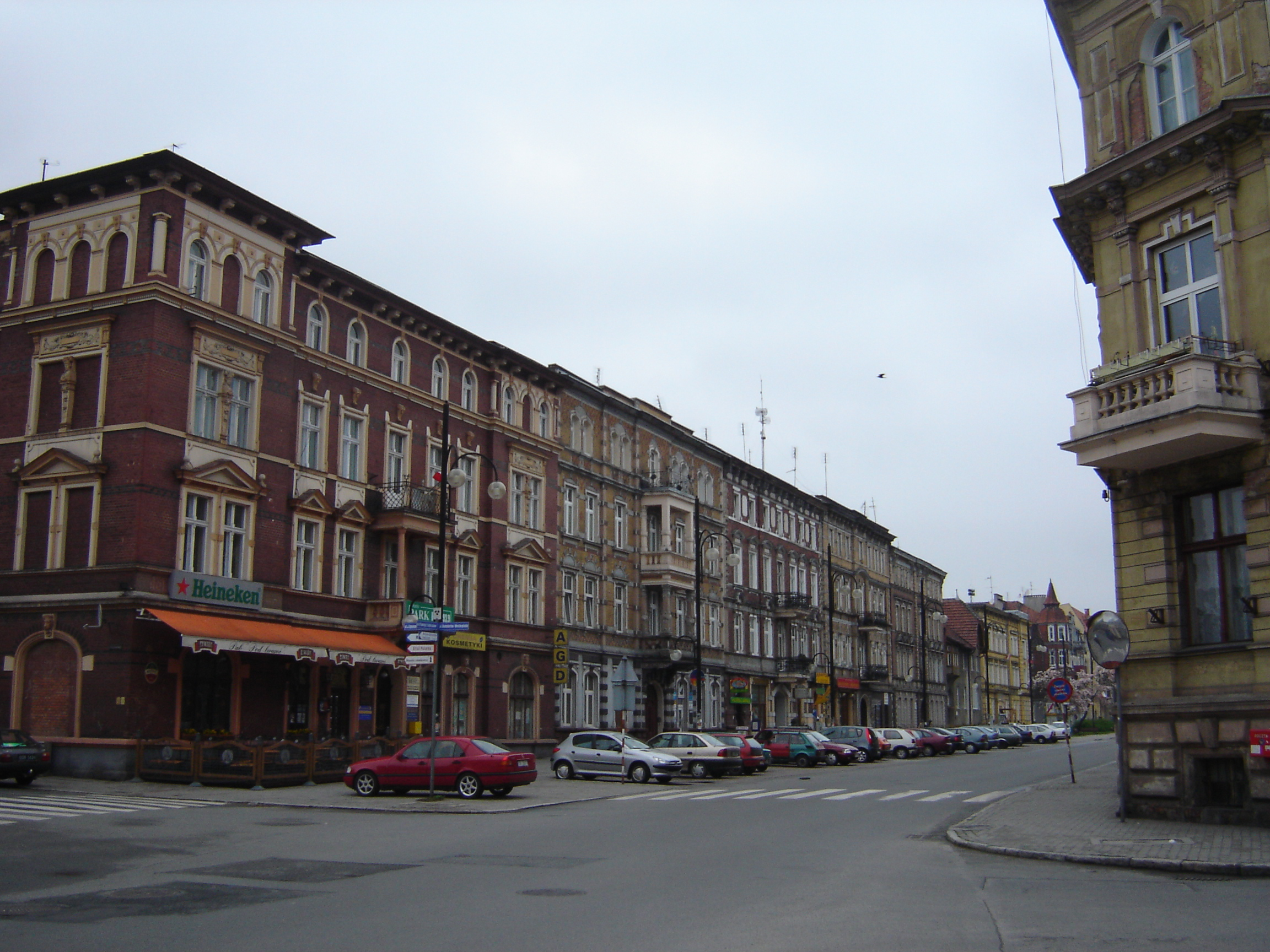
Gebouwen in de Gründerzeit stijl

Koźle (Duits: Kosel of Cosel) is een district van de stad Kędzierzyn-Koźle en was tot 1975 een zelfstandige stad in Polen. Het is gelegen aan de samenvloeiing van de Klodnitz en de Oder. Koźle heeft een evangelische - en een rooms-katholieke kerk, een oud kasteel en een basisschool (progymnasium). De industrie is belangrijk, met onder meer een cellulosefabriek (met 1200 werknemers), stoommolens en een raffinaderij.
De eerste vermelding van Koźle komt voor in de Cronicae et gesta ducum sive principum Polonorum, uit 1112-1116. Van 1306 tot 1359 was het de zetel van een onafhankelijk hertogdom van een jongere linie van de hertogen van Teschen. In 1532 kwam Koźle bij de keizer. Tijdens de Dertigjarige Oorlog werd de stad verschillende malen belegerd en in 1742 kwam Koźle in handen van Pruisen door het verdrag van Breslau. Frederik II maakte er een versterkte stad van en de Oostenrijkers belegerden de stad zonder succes in 1758, 1759, 1760 en 1762. In 1807 werd Koźle belegerd door de Beierse bondgenoten van Napoleon. De vestingen werden afgebroken en er kwam een promenade in de plaats in 1874.

## Tweede Wereldoorlog
De periode van 28 augustus tot 12 december 1942 heette de zogenaamde Cosel-periode, waarbij uit 38 transporten van gedeporteerde joden uit Nederland, België en Frankrijk, op het station door de Duitse Organisation Schmelt, de volgens de Duitsers voor arbeid geschikte mannen werden uitgeladen, die in de omliggende kampen moesten werken. Het goederenstation van Cosel, de plek waar de selecties plaatsvonden, is na 1942 niet wezenlijk veranderd.